# Huitième circonscription de l'Isère de 1988 à 2012
La huitième circonscription de l'Isère est l'une des 9 circonscriptions législatives françaises que comptait le département de l'Isère (38) situé en région Rhône-Alpes, pendant les législatures élues en 1988, 1993, 1997, 2002 et 2007.

## Description géographique et démographique
La huitième circonscription de l'Isère a d'abord été délimitée par le découpage électoral de la loi n°86-1197 du 24 novembre 1986
 et regroupait les divisions administratives suivantes :
- Canton de Beaurepaire
- Canton de Heyrieux
- Canton de Roussillon
- Canton de Vienne-Nord
- Canton de Vienne-Sud.

Avec l'ordonnance n° 2009-935 du 29 juillet 2009, ratifiée par le Parlement français le 21 janvier 2010, une nouvelle circonscription voit le jour.
D'après le recensement général de la population en 1999, réalisé par l'Institut national de la statistique et des études économiques (INSEE), la population de cette circonscription est estimée à 136 461 habitants,.

## Historique des députations
| Législature | Début de mandat | Fin de mandat  | Député            | Parti politique | Observations |
| ----------- | --------------- | -------------- | ----------------- | --------------- | --- |
| IXe         | 23 juin 1988    | 1er avril 1993 | Louis Mermaz      | PS              | Maire de Vienne, Pdt du groupe PS à l'Assemblée de 1988 à 1990. Ministre de l'agriculture de 1990 à 1992 et des relations avec le Parlement de 1992 à 1993. |
| Xe          | 2 avril 1993    | 21 avril 1997  | Bernard Saugey,   | UPF-UDF,        | Mandat écourté à la suite d'une dissolution parlementaire décidée par Jacques Chirac.                                                                       |
| XIe         | 12 juin 1997    | 18 juin 2002   | Louis Mermaz      | PS              | Maire de Vienne |
| XIIe        | 19 juin 2002    | 19 juin 2007   | Jacques Remiller, | UMP,            | Maire de Vienne |
| XIIIe       | 20 juin 2007    | 19 juin 2012   | Jacques Remiller  | UMP             | Maire de Vienne |

## Historique des élections
Voici la liste des résultats des élections législatives dans la circonscription depuis le découpage électoral de 1986 : 

### Élections de 1988
| Candidat       | Candidat                   | Parti          | Premier tour | Premier tour | Second tour | Second tour |  |
| Candidat       | Candidat                   | Parti          | Voix         | %            | Voix        | %           |  |
| -------------- | -------------------------- | -------------- | ------------ | ------------ | ----------- | ----------- |  |
|                | Louis Mermaz sortant réélu | PS             | 20 905       | 40,85        | 29 911      | 54,62       |  |
|                | Jacques Remiller           | UDF (PR) (URC) | 16 840       | 32,91        | 24 850      | 45,38       |  |
|                | Henry Despres              | FN             | 6 407        | 12,52        |             |             |  |
|                | Maurice Poirier            | PCF            | 5 842        | 11,42        |             |             |  |
|                | Jean Manin                 | Extrême gauche | 1 180        | 2,31         |             |             |  |
|                |                            |                |              |              |             |             |  |
| Inscrits       | Inscrits                   | Inscrits       | 79 921       | 100,00       | 79 935      | 100,00      |  |
| Abstentions    | Abstentions                | Abstentions    | 27 770       | 34,75        | 23 433      | 29,32       |  |
| Votants        | Votants                    | Votants        | 52 151       | 65,25        | 56 502      | 70,68       |  |
| Blancs et nuls | Blancs et nuls             | Blancs et nuls | 977          | 1,87         | 1 741       | 3,08        |  |
| Exprimés       | Exprimés                   | Exprimés       | 51 174       | 98,13        | 54 761      | 96,92       |  |

Le suppléant de Louis Mermaz était René Bourget, conseiller général du canton de Roussillon, adjoint au maire de Péage-de-Roussillon. René Bourget remplaça Louis Mermaz, nommé membre du gouvernement, du 3 novembre 1990 au 1er avril 1993.

### Élections de 1993
| Candidat       | Candidat             | Parti             | Premier tour | Premier tour | Second tour | Second tour |  |
| Candidat       | Candidat             | Parti             | Voix         | %            | Voix        | %           |  |
| -------------- | -------------------- | ----------------- | ------------ | ------------ | ----------- | ----------- |  |
|                | Bernard Saugey élu   | UDF (PR)          | 16 329       | 28,87        | 32 660      | 57,7        |  |
|                | Louis Mermaz sortant | PS (ADFP)         | 11 879       | 21           | 23 942      | 42,3        |  |
|                | Henry Després        | FN                | 8 627        | 15,25        |             |             |  |
|                | Jacques Remiller     | diss. UDF         | 7 026        | 12,42        |             |             |  |
|                | Maurice Poirier      | PCF               | 6 346        | 11,22        |             |             |  |
|                | Bernard Berthel      | GÉ (EÉ)           | 3 616        | 6,39         |             |             |  |
|                | Jacqueline Godard    | LT-LNÉ            | 1 328        | 2,35         |             |             |  |
|                | Jacques Jury         | Divers écologiste | 864          | 1,53         |             |             |  |
|                | Mustapha Yahimi      | Divers droite     | 545          | 0,96         |             |             |  |
|                |                      |                   |              |              |             |             |  |
| Inscrits       | Inscrits             | Inscrits          | 84 816       | 100,00       | 84 815      | 100,00      |  |
| Abstentions    | Abstentions          | Abstentions       | 25 393       | 29,94        | 24 109      | 28,43       |  |
| Votants        | Votants              | Votants           | 59 423       | 70,06        | 60 706      | 71,57       |  |
| Blancs et nuls | Blancs et nuls       | Blancs et nuls    | 2 863        | 4,82         | 4 104       | 6,76        |  |
| Exprimés       | Exprimés             | Exprimés          | 56 560       | 95,18        | 56 602      | 93,24       |  |

Le suppléant de Bernard Saugey était Jean-Claude Lassalle.

### Élections de 1997
| Candidat       | Candidat               | Parti          | Premier tour | Premier tour | Second tour | Second tour |  |
| Candidat       | Candidat               | Parti          | Voix         | %            | Voix        | %           |  |
| -------------- | ---------------------- | -------------- | ------------ | ------------ | ----------- | ----------- |  |
|                | Bernard Saugey sortant | UDF (PR)       | 16 127       | 28,22        | 25 907      | 41,63       |  |
|                | Louis Mermaz élu       | PS             | 15 064       | 26,36        | 27 035      | 43,45       |  |
|                | Jean-Jacques Ogier     | FN             | 12 316       | 21,55        | 9 283       | 14,92       |  |
|                | Marcel Berthouard      | PCF            | 5 415        | 9,47         |             |             |  |
|                | Hervé Prat             | Les Verts      | 2 359        | 4,13         |             |             |  |
|                | Jacques Lacaille       | LO             | 1 729        | 3,03         |             |             |  |
|                | Bernard Berthel        | GÉ             | 1 548        | 2,71         |             |             |  |
|                | André Pruteau          | LDI (MPF)      | 1 252        | 2,19         |             |             |  |
|                | Éric Piolle            | US4J           | 771          | 1,35         |             |             |  |
|                | Éric Viscogliosi       | Divers         | 407          | 0,71         |             |             |  |
|                | Jean Palaccio          | PLN            | 167          | 0,29         |             |             |  |
|                |                        |                |              |              |             |             |  |
| Inscrits       | Inscrits               | Inscrits       | 87 415       | 100,00       | 87 415      | 100,00      |  |
| Abstentions    | Abstentions            | Abstentions    | 27 491       | 31,45        | 22 883      | 26,18       |  |
| Votants        | Votants                | Votants        | 59 924       | 68,55        | 64 532      | 73,82       |  |
| Blancs et nuls | Blancs et nuls         | Blancs et nuls | 2 769        | 4,62         | 2 307       | 3,57        |  |
| Exprimés       | Exprimés               | Exprimés       | 57 155       | 95,38        | 62 225      | 96,43       |  |

La suppléante de Louis Mermaz était Josette Forest-Valla, secrétaire de direction dans l'éducation spécialisée, maire des Roches-de-Condrieu.

### Élections de 2002
| Candidat       | Candidat             | Parti            | Premier tour | Premier tour | Second tour | Second tour |  |
| Candidat       | Candidat             | Parti            | Voix         | %            | Voix        | %           |  |
| -------------- | -------------------- | ---------------- | ------------ | ------------ | ----------- | ----------- |  |
|                | Jacques Remiller élu | UMP              | 20 893       | 36,15        | 28 338      | 56,4        |  |
|                | Christian Nucci      | Divers gauche    | 12 183       | 21,08        | 21 910      | 43,6        |  |
|                | Pierre Rosales       | FN               | 9 310        | 16,11        |             |             |  |
|                | Michel Wilson        | Les Verts        | 4 685        | 8,11         |             |             |  |
|                | Daniel Rigaud        | PCF              | 4 163        | 7,2          |             |             |  |
|                | Alexis Bouchard      | Divers droite    | 1 691        | 2,93         |             |             |  |
|                | Françoise Badin      | Pôle républicain | 1 109        | 1,92         |             |             |  |
|                | Henry Després        | MNR              | 1 074        | 1,86         |             |             |  |
|                | Roland Buy           | LCR              | 742          | 1,28         |             |             |  |
|                | Annick Rameau        | CPNT             | 728          | 1,26         |             |             |  |
|                | Renée Grand          | MHAN             | 632          | 1,09         |             |             |  |
|                | Jacques Lacaille     | LO               | 581          | 1,01         |             |             |  |
|                |                      |                  |              |              |             |             |  |
| Inscrits       | Inscrits             | Inscrits         | 93 862       | 100,00       | 93 861      | 100,00      |  |
| Abstentions    | Abstentions          | Abstentions      | 34 822       | 37,1         | 40 945      | 43,62       |  |
| Votants        | Votants              | Votants          | 59 040       | 62,9         | 52 916      | 56,38       |  |
| Blancs et nuls | Blancs et nuls       | Blancs et nuls   | 1 249        | 2,12         | 2 668       | 5,04        |  |
| Exprimés       | Exprimés             | Exprimés         | 57 791       | 97,88        | 50 248      | 94,96       |  |

Le suppléant de Jacques Remiller était Jacques Roure, Président de la Chambre des Métiers de l'Isère, Roussillon.

### Élections de 2007
| Candidat       | Candidat                       | Parti          | Premier tour | Premier tour | Second tour | Second tour |  |
| Candidat       | Candidat                       | Parti          | Voix         | %            | Voix        | %           |  |
| -------------- | ------------------------------ | -------------- | ------------ | ------------ | ----------- | ----------- |  |
|                | Jacques Remiller sortant réélu | UMP            | 25 636       | 44,22        | 30 374      | 53,51       |  |
|                | Erwann Binet                   | PS             | 13 769       | 23,75        | 26 385      | 46,49       |  |
|                | Michèle Cédrin                 | UDF–MoDem      | 5 198        | 8,97         |             |             |  |
|                | Marcel Berthouard              | PCF            | 3 861        | 6,66         |             |             |  |
|                | Robert Arlaud                  | FN             | 3 216        | 5,55         |             |             |  |
|                | Michel Wilson                  | Les Verts      | 1 822        | 3,14         |             |             |  |
|                | Catherine Faivre d'Arcier      | LCR            | 1 161        | 2            |             |             |  |
|                | Sophie Chatagnon               | MPF            | 845          | 1,46         |             |             |  |
|                | Roger Torgue                   | MRC            | 665          | 1,15         |             |             |  |
|                | Josiane Hirel                  | LT-LNÉ         | 620          | 1,07         |             |             |  |
|                | Henry Després                  | MNR            | 527          | 0,91         |             |             |  |
|                | Jacques Lacaille               | LO             | 414          | 0,71         |             |             |  |
|                | Georges Morel                  | Divers         | 243          | 0,42         |             |             |  |
|                |                                |                |              |              |             |             |  |
| Inscrits       | Inscrits                       | Inscrits       | 102 583      | 100,00       | 102 616     | 100,00      |  |
| Abstentions    | Abstentions                    | Abstentions    | 43 621       | 42,52        | 44 168      | 43,04       |  |
| Votants        | Votants                        | Votants        | 58 962       | 57,48        | 58 448      | 56,96       |  |
| Blancs et nuls | Blancs et nuls                 | Blancs et nuls | 985          | 1,67         | 1 689       | 2,89        |  |
| Exprimés       | Exprimés                       | Exprimés       | 57 977       | 98,33        | 56 759      | 97,11       |  |

#### Département de l'Isère
- La fiche de l'INSEE de cette circonscription : « Tableaux et Analyses de la huitième circonscription de l'Isère », sur insee.fr, site de l'Institut national de la statistique et des études économiques (consulté le 10 juin 2007) [PDF]

- « Tous les députés du département de l'Isère depuis 1789 », sur assemblee-nationale.fr, site de l'Assemblée nationale française (consulté le 10 juin 2007)

- « Informations contentieuses sur le département de l'Isère (Élections législatives de 2002) »(Archive.org • Wikiwix • Archive.is • Google • Que faire ?), sur conseil-constitutionnel.fr, site du Conseil constitutionnel (consulté le 13 juin 2007)

#### Circonscriptions en France
- « Carte des circonscriptions législatives en France », sur assemblee-nationale.fr, site de l'Assemblée nationale française (consulté le 10 juin 2007)

- « Résultats électoraux officiels en France », sur interieur.gouv.fr, site du ministère de l'Intérieur (France) (consulté le 13 juin 2007)

- Description et Atlas des circonscriptions électorales de France sur http://www.atlaspol.com, Atlaspol, site de cartographie géopolitique, consulté le 13 juin 2007.